# Huaynaputina
De Huaynaputina (Quechua voor jonge vulkaan) is een stratovulkaan in het zuiden van Peru. De vulkaan heeft geen makkelijk identificeerbare bergvorm, maar wel een duidelijke vorm van een vulkaankrater. Op 19 februari 1600 barstte de vulkaan uit met een kracht van 6 op de vulkanische-explosiviteitsindex. Het was de grootste vulkaanuitbarsting ooit in heel Zuid-Amerika.
De vulkaan ligt in de regio Moquegua, 80 kilometer van de stad Arequipa vandaan. Het is ongeveer 4.800 meter hoog en de krater heeft een diameter van 2.500 meter. De krater bevat drie sintelkegels, elk 100 meter hoog, die zijn gevormd door de as die vrijkwam bij de uitbarsting in 1600.

## Geschiedenis
Er is niet veel bekend van de geschiedenis van het gebied voordat de Spanjaarden het gebied koloniseerden. Men neemt aan dat er veel geofferd werd voor de vulkaan: mensen, dieren en kledingstukken. Het offeren werd gestopt toen de mensen in Peru en rond de vulkaan het katholicisme verspreidden in de regio. Navarro (1992) meent dat de inheemse bevolking later de uitbarsting verklaarde door het gebrek aan offers; hierdoor zou de god van de dood, Supay, kwaad zijn geworden. Priester Alonso Ruiz van Arequipa voorspelde een "aanval vanuit de hemel" in 1599, toen activiteit in de vulkaan mogelijk al was begonnen.

### Tektonische ligging
160 kilometer voor de kust van Peru en Chili vindt subductie plaats, waarbij de oostzijde van de Nazcaplaat met 9 tot 11 centimeter per jaar onder de Zuid-Amerikaanse plaat schuift. Deze subductie resulteerde in de vorming van de Peru-Chilitrog, een trog in de Grote Oceaan. Ook vormde het de vulkanische gordel van de Andes (waaronder de Huaynaputina) en de Andes zelf.

### Uitbarsting
Een paar dagen voor de uitbarsting waren gassen, afkomstig van de vulkaan al waarneembaar. Ook werden knallen gehoord. Om de vulkaan zogenaamd gerust te stellen offerde de bevolking vrouwen, dieren en bloemen. Gedurende de offerceremonie begon de vulkaan as uit te spuwen. Op 15 februari vonden enkele aardbevingen plaats. Drie dagen later vonden de aardbevingen zo regelmatig plaats dat er elk uur zeker 15 voorkwamen. De meeste waren echter niet zeer krachtig. Op 19 februari barstte de Huaynaputina met veel geweld uit. Hierbij werd veel as uitgespuwd en lava liep langs de vulkaan naar beneden, wat resulteerde in een pyroclastische stroom. De lava mengde zich aan de zuidzijde van de vulkaan met water uit de rivier de Rio Tambo, waardoor een lahar ontstond. Een uur na de uitbarsting begon uitgestoten as neer te dalen: na een etmaal was Arequipa bedekt met een laag van ongeveer 25 centimeter. As werd waargenomen in een straal van 250 tot 500 kilometer, voornamelijk in het zuiden van Peru, het noorden van Chili en het westen van Bolivia.
Op 5 maart stopten de kleine uitbarstingen die nog voortkwamen uit de grootste uitbarsting. Toen de Huaynaputina uitbarstte kwam er
30 kubieke kilometer tefra vrij. Pyroclastische stromen bereikten steden die dertien kilometer ten zuiden van de vulkaan lagen. De lahars verwoestten meerdere dorpen en bereikten de Grote Oceaan, die 120 kilometer westelijker lag. De uitbarsting begon met een plinische eruptie dat zich uitbreidde tot in de stratosfeer. Meer dan 1500 mensen stierven door de uitbarsting en de gevolgen daarvan.
Niet alleen Zuid-Amerika had last van de ramp, ook het Noordelijk Halfrond kreeg ermee te maken. In Rusland ontstond in 1601 een grote hongersnood door de kou en de daardoor verwoeste oogst. Andere landen als Duitsland, Zwitserland en Frankrijk kampten met dezelfde problemen. Groenland (waar de stijging in het zwavelzuur-gehalte groter was dan bij Krakatau in 1883), Japan en China ondervonden veel last van de kou die de uitbarsting van de Huaynaputina had veroorzaakt.